# Лоусвілл (Північна Кароліна)
Лоусвілл (англ. Lowesville) — переписна місцевість (CDP) в США, в окрузі Лінкольн штату Північна Кароліна. Населення — 3281 особа (2020).

## Географія
Лоусвілл розташований за координатами 35°25′9″ пн. ш. 80°59′52″ зх. д. / 35.41917° пн. ш. 80.99778° зх. д. (35.419153, -80.997831).  За даними Бюро перепису населення США в 2010 році переписна місцевість мала площу 17,62 км², з яких 17,60 км² — суходіл та 0,02 км² — водойми.

## Демографія
Згідно з переписом 2010 року, у переписній місцевості мешкало 2945 осіб у 1123 домогосподарствах у складі 882 родин. Густота населення становила 167 осіб/км².  Було 1187 помешкань (67/км²).
Расовий склад населення:
| - 92,1 % — білих - 4,6 % — чорних або афроамериканців - 0,7 % — азіатів - 0,6 % — корінних американців - 1,0 % — осіб інших рас |

До двох чи більше рас належало 1,0 %. Частка іспаномовних становила 2,5 % від усіх жителів.
За віковим діапазоном населення розподілялося таким чином: 24,4 % — особи молодші 18 років, 62,9 % — особи у віці 18—64 років, 12,7 % — особи у віці 65 років та старші. Медіана віку мешканця становила 41,1 року. На 100 осіб жіночої статі у переписній місцевості припадало 92,5 чоловіків;  на 100 жінок у віці від 18 років та старших — 90,9 чоловіків також старших 18 років.
Середній дохід на одне домашнє господарство  становив 76 386 доларів США (медіана — 58 650), а середній дохід на одну сім'ю — 86 558 доларів (медіана — 70 074). Медіана доходів становила 62 021 долар для чоловіків та 44 091 долар для жінок. За межею бідності перебувало 9,5 % осіб, у тому числі 10,8 % дітей у віці до 18 років та 8,7 % осіб у віці 65 років та старших.
Цивільне працевлаштоване населення становило 1571 особа. Основні галузі зайнятості: освіта, охорона здоров'я та соціальна допомога — 15,5 %, транспорт — 13,2 %, виробництво — 13,0 %.